# Фрауэнкирхе (Нюрнберг)
Церковь Пресвятой Девы Марии (нем. Der kirche zu Unserer Lieben Frau — Церковь Нашей любимой Дамы), именуемая в обиходе Фрауэнкирхе (нем. Frauenkirche) — католическая городская приходская церковь Нюрнберга, Германия. Старейшая, наряду с церковью Святого Лаврентия и церковью Святого Зебальда из больших городских церквей. Расположена по правому берегу реки Пегниц в северной части города на старой площади Главного рынка (Hauptmarkt).

## История
Церковь была построена на месте разрушенной в 1349 году во время чумного погрома синагоги и освящена в 1358 году. Заказчиком был император Карл IV. Пётр Парлерж, мастер-строитель собора Святого Вита в Праге, неоднократно упоминается в исследованиях как архитектор, но этот факт пока не доказан аутентичными источниками. Алтари при входе на хор были освящены в 1358 году, а строительные работы продолжались до 1362 года.
В последующие годы постройка служила капеллой Императорского двора. В связи с крещением императорского наследника престола Вацлава в близлежащей церкви Святого Зебальда в 1361 году произошло перемещение в храм имперских драгоценностей, а также ценных реликвий, которые жертвовали донаторы и сам император Карл IV. Необычная скульптурная программа порталов и замко́вых камней церкви отсылает к рождению наследника императорского престола Вацлава.

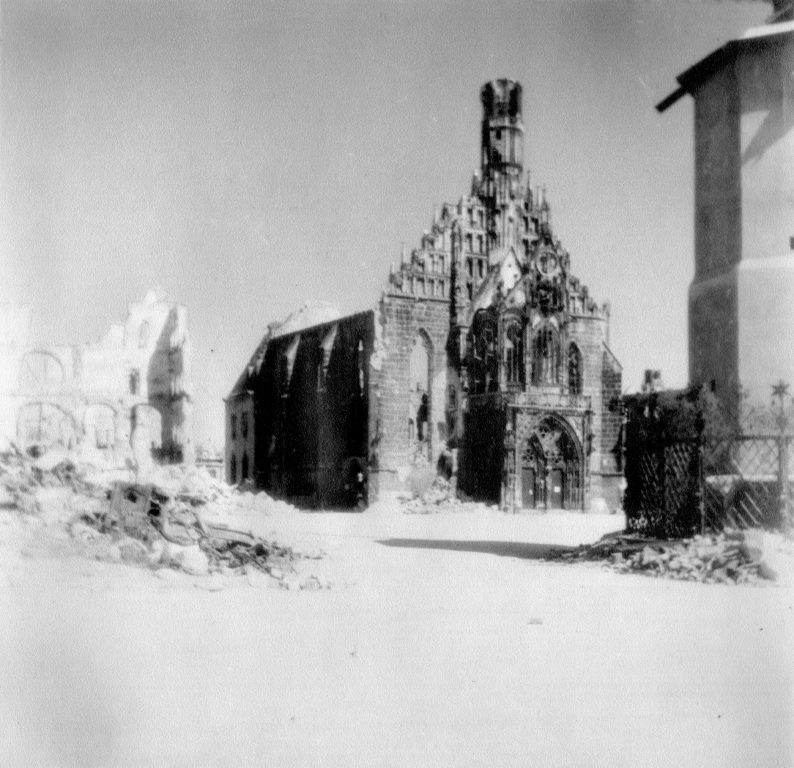
Нюрнберг. Главная площадь. 1945

В 1442 и 1443 годах Генрих Траксдорф из Майнца соорудил «средний и маленький» орган. В 1487 году была восстановлена сакристия, пострадавшая во время пожара 1466 года. В 1506—1508 годах скульптор Адам Крафт создал новый фронтон западного фасада церкви.
После того, как вольный город Нюрнберг в 1806 году вошёл в состав нового Королевства Бавария, стала формироваться римско-католическая община, которая в 1810 году приобрела здание церкви и отремонтировала его при содействии Лоренца Ротермундта. Работы длились до 1816 года.
Во время Второй мировой войны здание сильно пострадало от бомбардировок: сохранились только стены нефа и фасад. В 1946—1953 годах устранялись основные разрушения. Здание было полностью восстановлено в 1989—1991 годах. Звезда Давида с датой «1349» была помещена на хор в память о погроме еврейского поселения на главном рынке в 1349 году. В 2003 году была проведена полная реставрация западного фасада. В 2023 году реставрированы внутренние помещения.

## Архитектура и произведения искусства в интерьере
Постройка представляет собой зальную церковь с тремя нефами на три пролета; с западной стороны, в сторону рынка, расположен нартекс, с восточной, в ширину центрального нефа, — двухпролётный хор. Западный фасад с ажурным вимпергом и астрономическими часами с так называемыми «Бегающими человечками» (Männleinlaufen) 1509 года работы Адама Крафта используется до настоящего времени. Металлические раскрашенные фигурки (ныне заменены деревянными) появляются ровно в двенадцать часов пополудни, двигаясь и вращаясь, они отмечают время, одновременно представляя семь выборщиков императора согласно «Золотой булле» 1356 года. Циферблат, фигура императора и двух фанфаристов, флейтиста, барабанщика и глашатая относятся к этому же периоду. Все вместе они ежедневно представляют целый концерт. Над циферблатом сине-золотой шар показывает фазы луны.
В интерьере церкви сохранились средневековые скульптуры времени постройки храма (около 1360 года). Среди них алтарные статуи «Поклонение волхвов», «Святой Вацлав», «Христос Скорбящий», фигуры группы «Благовещения» работы мастеров круга Фейта Штоса.
Многие произведения искусства были переданы в церковь Фрауэнкирхе в начале XIX века, когда она была переоборудована для католического богослужения после столетий протестантизма. Так называемый алтарь-эпитафия Тухера (Tucher-Epitaph, 1440—1450) происходит из снесённой церкви августинцев, Эпитафия Пергеншторфера работы Адама Крафта (1498), также перенесена из монастыря августинцев.
В церкви можно увидеть остатки первого главного алтаря примерно 1400 года (расписные панели ныне находятся в Германском национальном музее в Нюрнберге и в Штеделевском институте во Франкфурте-на-Майне). Новый главный алтарь, так называемый Ретабль Вельсера (Welserretabel) начала XVI века, сохранился только фрагментарно (боковые створки в Германском национальном музее). Знаменитые так называемые «Нюрнбергские глиняные апостолы» (Nürnberger Tonapostel) примерно 1400 года также происходят из Фрауэнкирхе (ныне в Германском национальном музее). «Алтарь Розария» (Rosenkranztafel) работы мастеров круга Файта Штосса также находится в Германском национальном музее.

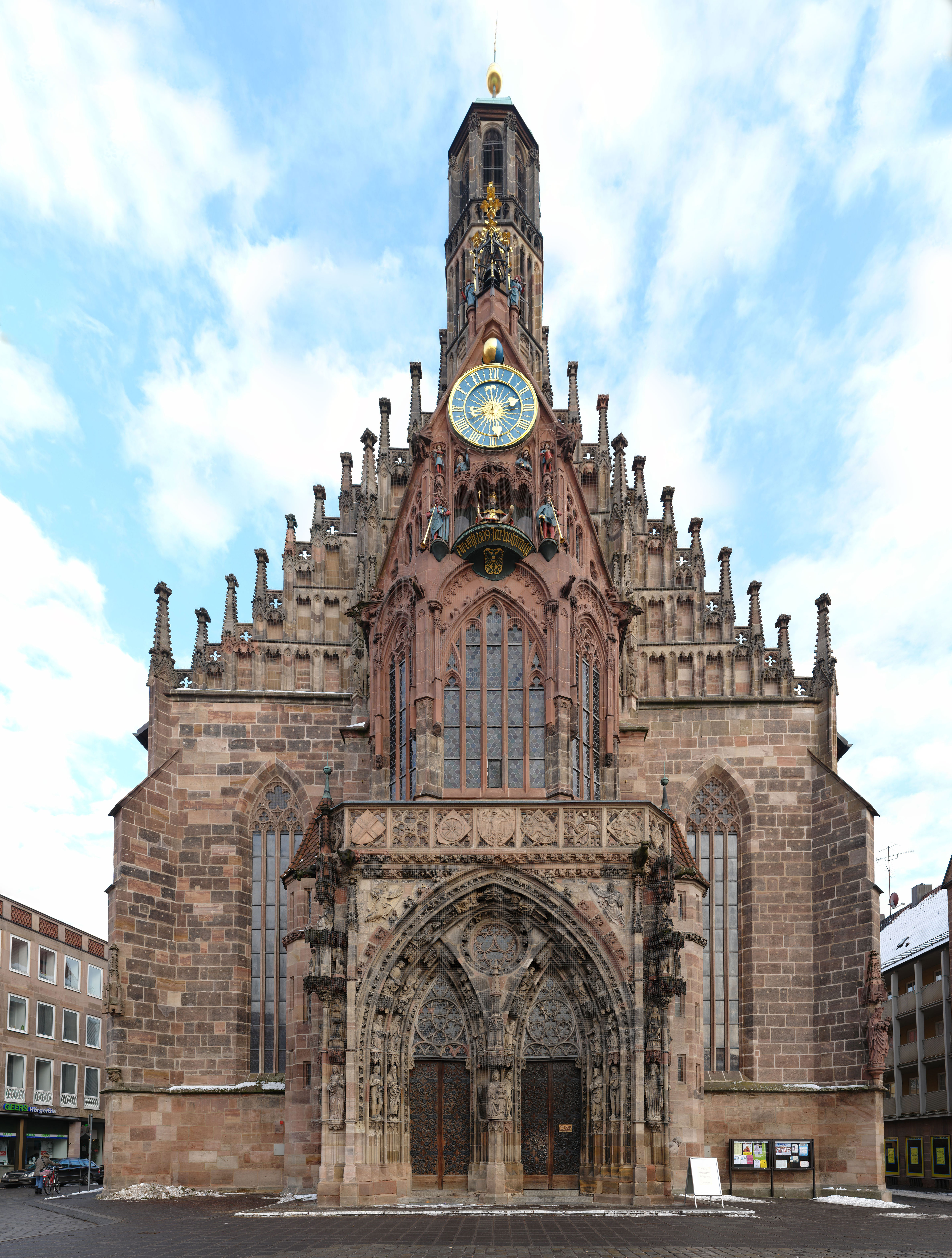
Западный фасад церкви
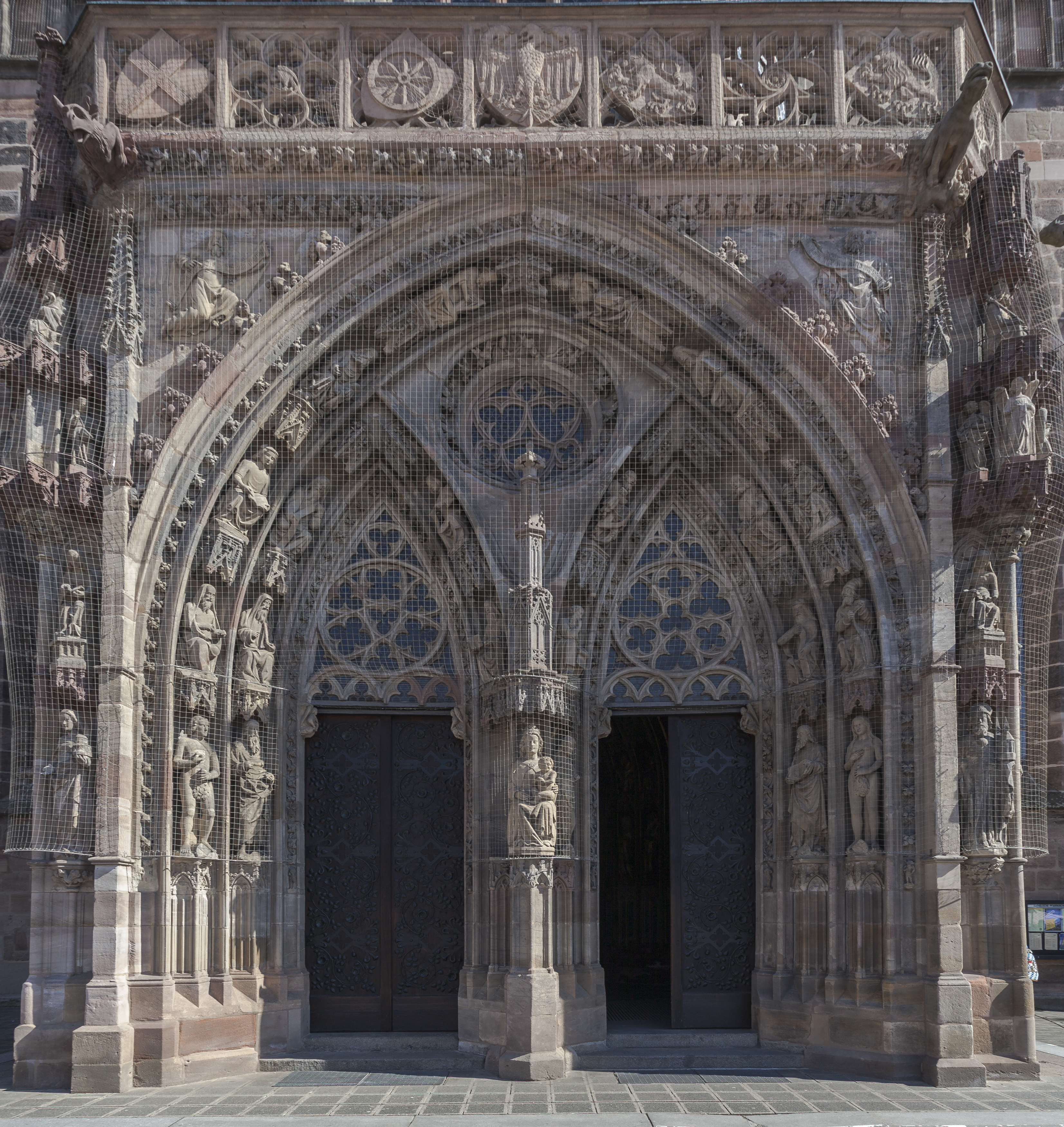
Главный портал
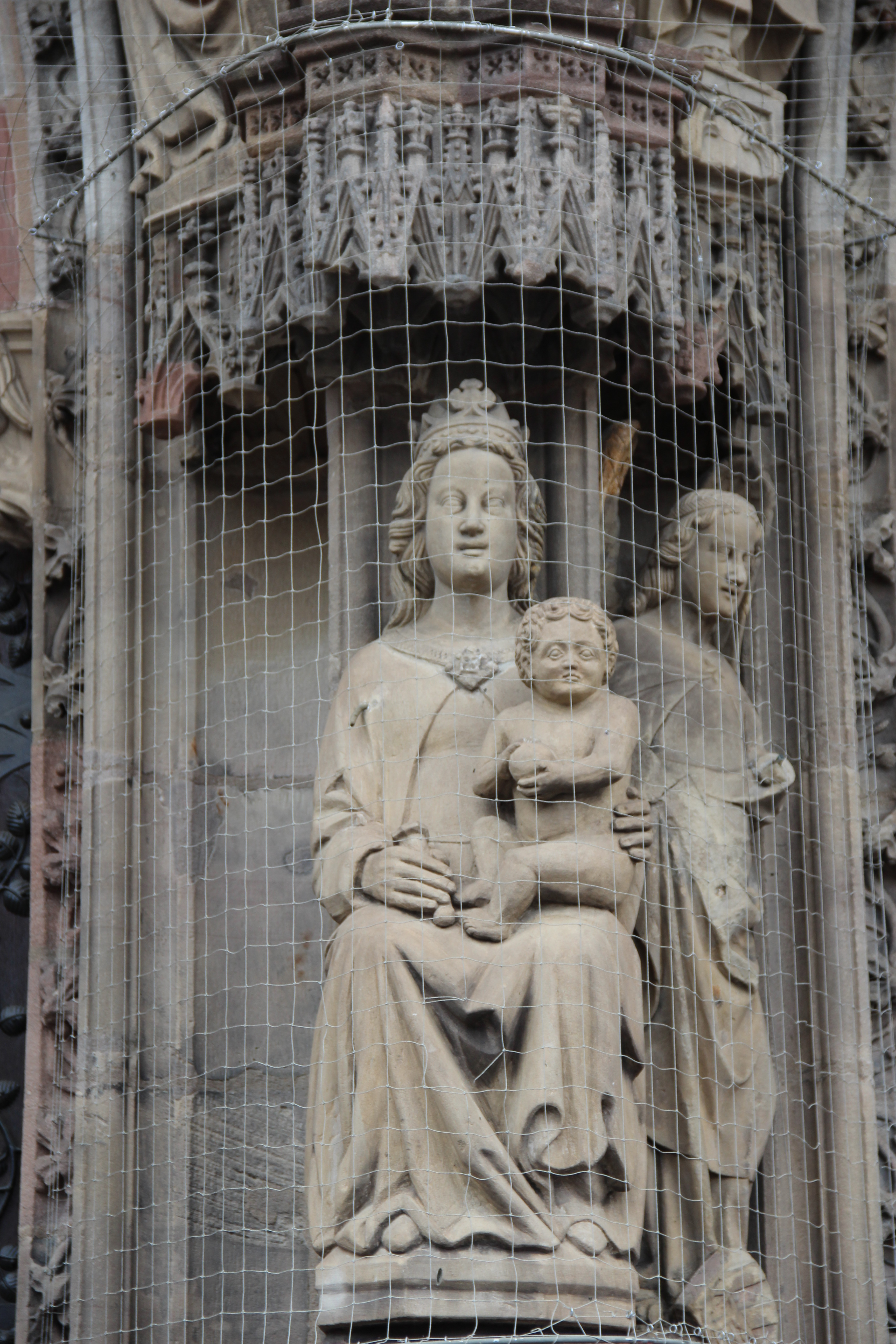
Статуя Мадонны главного портала. XIV в.
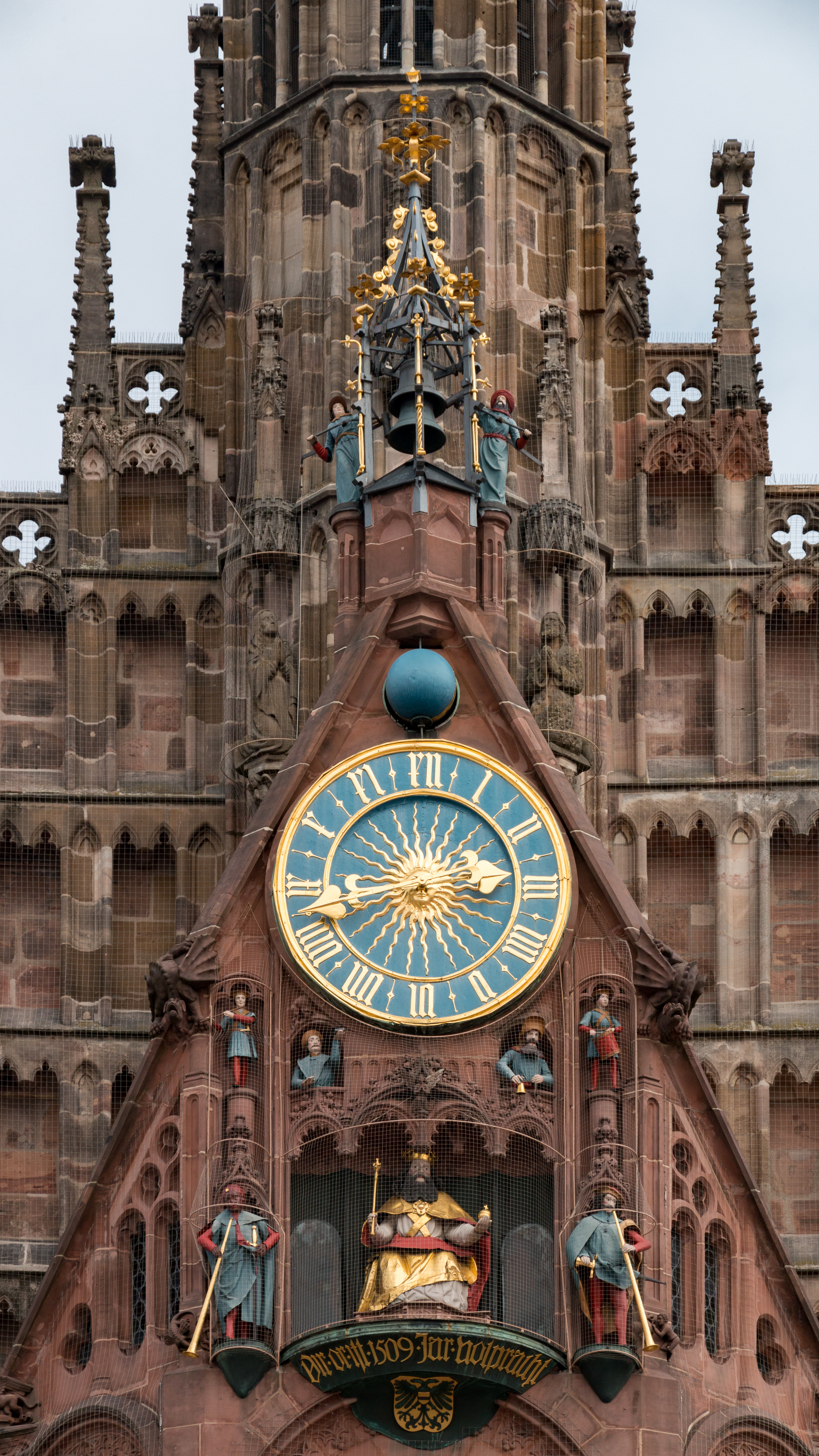
Вимперг фасада
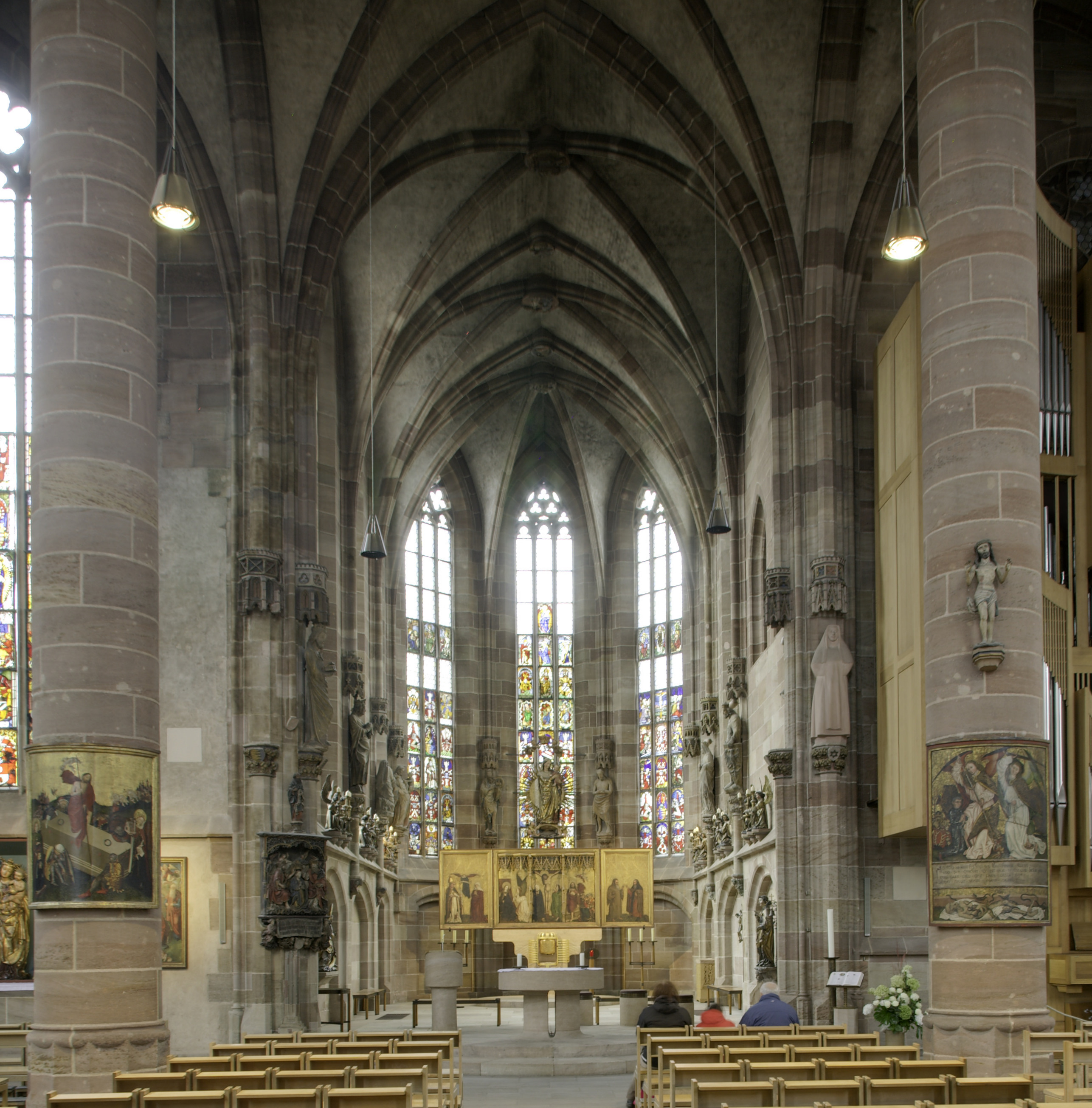
Интерьер главного нефа
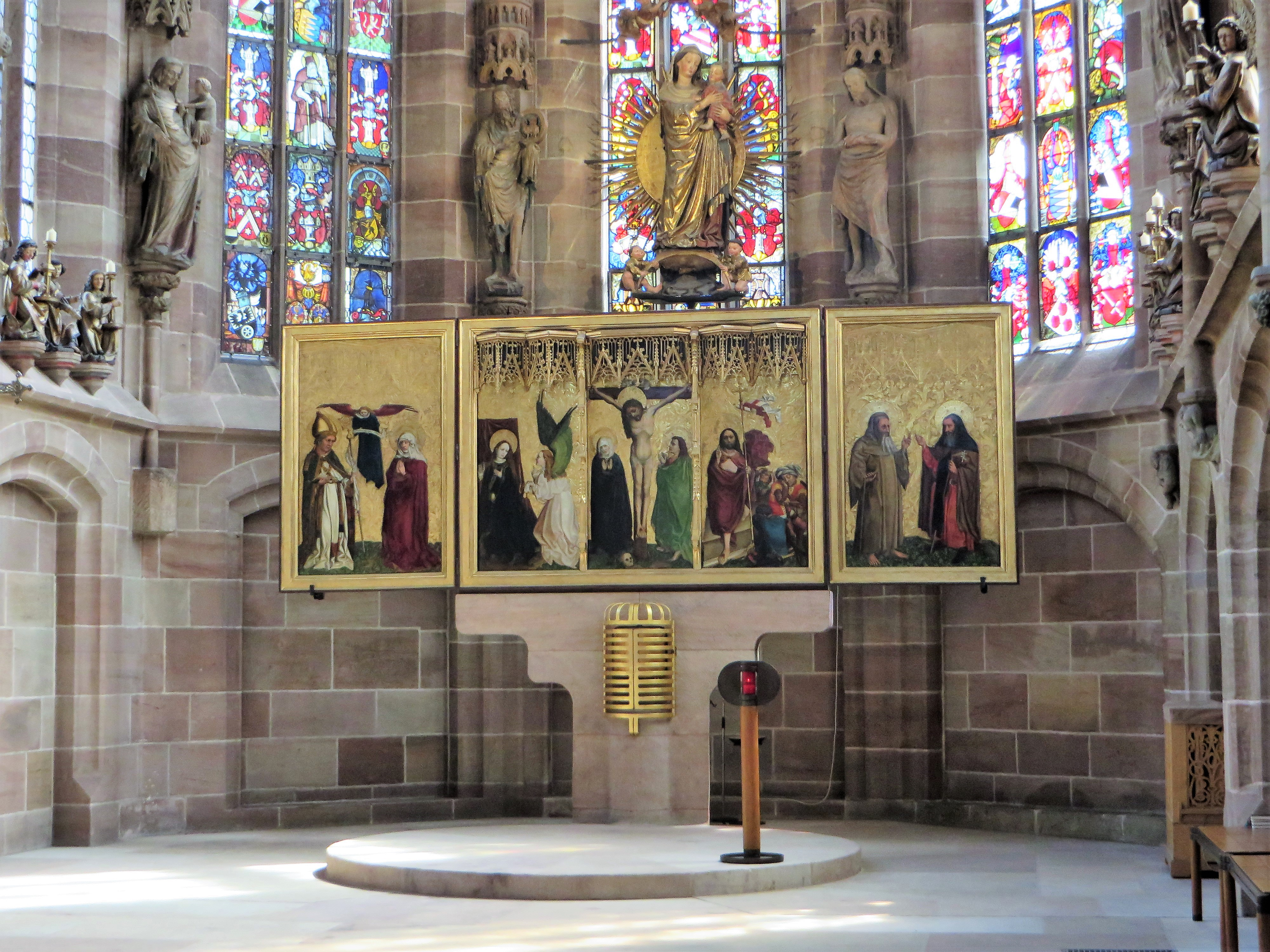
Алтарь (Эпитафия) Тухера. 1440—1450
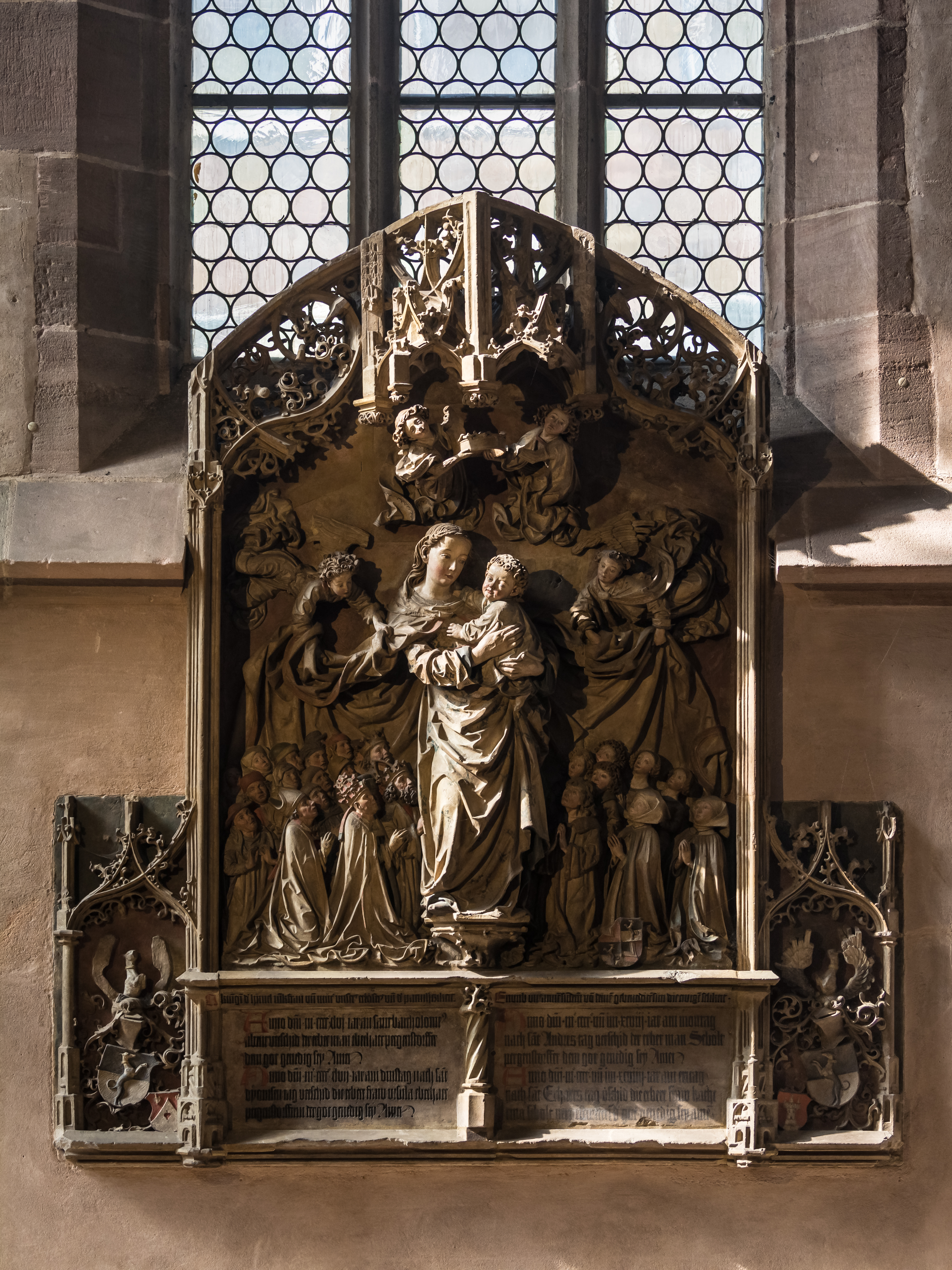
А. Крафт. Эпитафия Пергеншторфера. 1498